# 前川善郎
前川 善郎（まえかわ よしろう、1974年8月5日 - ）はテレビ番組のディレクター。別名「前川コーファン」。コーファンオフィス代表取締役。

## 経歴
千葉県生まれ。
1997年3月、駒澤大学経済学部経済学科卒業。在学中からIVSテレビ制作にADのアルバイトしていた。
1997年4月、テレビの番組制作会社 アンメックに入社。最初の番組は「メレンゲの気持ち」の石塚英彦コーナーADだった。
2001年4月、ジーヤマが新会社として設立と同時に転職。
2008年4月、ジーヤマ時代の仲間とともに新会社 ユーフィールドを設立、取締役に就任。
2016年3月、（株）全力カンパニーを設立、代表取締役就任。
2023年、趣味のパン作りが功を奏し、京急電鉄・糀谷駅にパン屋「全力バン」を開店（2024年閉店）。制作会社社長と兼業
2024年8月、全力カンパニー代表取締役を退任。同年10月、（株）コーファンオフィス設立、代表取締役就任。

## 人物
- 実姉がタレントの千秋の友人。前川は大学卒業後にコンビニエンスストアのサンクスに内定していたが、千秋の強い説得で内定を取りやめた。当時、前川はテレビ局を志望していたが全社不合格が決まった時点で、テレビの業界から足を抜け出すことを決めていた。入社先の番組制作会社は千秋が紹介してくれた。
- モットーは「面白いことなら何でもやる」[1]

## 担当テレビ番組

### NHK
- ごごナマ

### 日本テレビ
- メレンゲの気持ち
- 超人気番組CMの祭典
- 松本人志・中居正広VS日本テレビ
- 雲と波と少年と
- 有名人が通うマチャミ食堂
- ビンゴクイズ25
- LQ〜女をアゲる30分〜
- シアワセ結婚相談所
- マイノリティ・リポート
- ギブアップ嬢
- 24時間テレビ 愛は地球を救う33
- 芸能界1000人大調査!プライベート完全データ化スペシャル
- 5MEN旅
- 世紀の和解SHOW
- 地球の最先端をスクープ!SCOOPER
- 解決!ナイナイアンサー
- 今夜くらべてみました
- グサッとアカデミア
- 男の本性あぶり出しバラエティ 妄想ふくらむフグ女たち
- NEWカップルS
- スゴ動画超人GP
- 音が出たら負け
- 解決!チョコプラ即興劇場
- ハテナde
- 加藤浩次&中居正広の歴代日本代表256人が選ぶ『この日本代表がスゴい!』ベスト20
- 世界一受けたい授業

### TBSテレビ
- ゲンセキ
- 10カラット[3]
- スイッチ!
- オビラジR
- 明石家さんまのずっとあなたが好きだった!
- 珍種目No.1は誰だ!? ピラミッド・ダービー
- 直撃!コロシアム!! ズバッと!TV
- 有田哲平の夢なら醒めないで
- 有田哲平と高嶋ちさ子の人生イロイロ超会議
- 再現できたら100万円!THE神業チャレンジ
- モクバラナイト

### フジテレビ
- なるほど!ザ・ワールド
- FNS27時間テレビ
- ペケ×ポン
- 奥の深道〜同類くんの旅〜
- アリさん[4]
- 容疑者は8人の人気芸人[5]
- アオハル (青春) TV
- イタズラジャーニー
- オドオド×ハラハラ
- 私のバカせまい史
- 奥さまに花束を[6]

### テレビ朝日
- 志村&所の戦うお正月
- テキトーTV
- 芸人魂!ガチレース
- 2分59秒
- 証言者バラエティ アンタウォッチマン!
- 所さんのこれアリなんじゃないの!?

### テレビ東京
- シブスタ S.B.S.T
- ソクラテスのため息〜滝沢カレンのわかるまで教えてください〜

### BSテレビ東京
- あの本、読みました?

### Amazonプライム・ビデオ
- 有田プロレスインターナショナル
- 有田と週刊プロレスと
- 今田×東野のカリギュラ

### YouTubeチャンネル
- 有田哲平のプロレス噺【オマエ有田だろ!!】[1]
- 佐久間宣行のNOBROCK TV（YouTubeチャンネル）
- BSノブロック～新橋ヘロヘロ団～

・東京仮面女子 （お客さん役）

## 舞台
- グルーミン～ぬいぐるみ男の数奇な人生～（新宿角座、2016年） - 作・演出[7]